# Angela Jones
Angela Jones (Greensburg, 23 dicembre 1968) è un'attrice statunitense.

## Biografia
Nata e cresciuta nel sobborgo di Greensburg, a Pittsburgh, si laureò al Point Park College della stessa città. Quentin Tarantino la scoprì nel cortometraggio Curdled diretto da Reb Braddock. Tarantino rimase così impressionato dalla sua interpretazione che la chiamò per un ruolo in Pulp Fiction (1994) e per il remake da lui prodotto Curdled - Una commedia pulp (1996). In Pulp Fiction, Angela interpreta Esmeralda Villalobos, una tassista che accompagna il pugile Butch Coolidge (Bruce Willis) al motel dove alloggia.

## Filmografia parziale

### Cinema
- Curdled, regia di Reb Braddock (1991)
- Il coraggio di uccidere (Hidden Fears), regia di Jean Bodon (1993)
- Pulp Fiction, regia di Quentin Tarantino (1994)
- Underworld - Vendetta sotterranea (Underworld), regia di Roger Christian (1996)
- Curdled - Una commedia pulp (Curdled), regia di Reb Braddock (1996)
- Pariah (Gang Land), regia di Randolph Kret (1998)
- Gli adoratori del male (Children of the Corn V: Fields of Terror), regia di Ethan Wiley (1998)
- Back to Even, regia di Rod Hewitt (1998)
- Fixations, regia di Rod Hewitt (1999)
- Morella, regia di James Glenn Dudelson (1999)
- Family Secrets, regia di Sally Champlin (2001)
- Chillerama, registi vari (2011)
- House at the End of the Drive, regia di David Worth (2014)
- Butt Boy, regia di Tyler Cornack (2019)

### Televisione
- Armati di pistola (Strapped), regia di Forest Whitaker – film TV (1993)

## Doppiatrici italiane
- Barbara Castracane in Pulp Fiction